# HD 223346
HD 223346，又名BD+01 4773，SAO 128393、HR 9015，是一颗恒星，视星等为6.46，位于銀經93.25，銀緯-57，其B1900.0坐标为赤經23h 43m 42.2s，赤緯+1° -57′ 34″。